# Bern (Wisconsin)
Bern es un pueblo ubicado en el condado de Marathon en el estado estadounidense de Wisconsin. En el Censo de 2010 tenía una población de 591 habitantes y una densidad poblacional de 6,7 personas por km².

## Geografía
Bern se encuentra ubicado en las coordenadas 45°5′8″N 90°7′46″O / 45.08556, -90.12944. Según la Oficina del Censo de los Estados Unidos, Bern tiene una superficie total de 88.21 km², de la cual 88.19 km² corresponden a tierra firme y (0.03%) 0.02 km² es agua.

## Demografía
Según el censo de 2010, había 591 personas residiendo en Bern. La densidad de población era de 6,7 hab./km². De los 591 habitantes, Bern estaba compuesto por el 98.98% blancos, el 0% eran afroamericanos, el 0% eran amerindios, el 0% eran asiáticos, el 0% eran isleños del Pacífico, el 1.02% eran de otras razas y el 0% pertenecían a dos o más razas. Del total de la población el 1.52% eran hispanos o latinos de cualquier raza.